# پاناسونیک لومیکس جی ایکس واریو پی‌زد ۱۴–۴۲میلی‌متر
پاناسونیک لومیکس جی ایکس واریو پی‌زد ۱۴-۴۲میلی‌متر (به انگلیسی: Panasonic Lumix G X Vario PZ 14-42mm) نام لنز دوربین عکاسی از نوع زوم است که توسط شرکت پاناسونیک تولید می‌شود. فاصلهٔ کانونی این لنز ۱۴ تا ۴۲ میلی‌متر، دیافراگم آن دارای ۷ تیغه و ضریب اف آن اف ۳٫۵ تا ۵٫۶ تا اف است. این لنز در ۳ ژوئیه ۱۹۰۵ میلادی تولید و عرضه شده‌است.